# Baran bo Odar
Baran bo Odar (Olten, Suïssa, 18 d'abril de 1978) és un director, guionista i productor de nacionalitat alemanya.
Tot i haver participat en diversos films des de 2005, Odar és conegut pel gran públic per haver dirigit, juntament amb Jantje Friese, les sèries d'èxit de Netflix Dark i 1899.

## Filmografia

### Llargmetratges
- 2006: Unter der Sonne
- 2010: Das letzte Schweigen
- 2014: Who Am I: Kein System ist sicher
- 2017: Sleepless

### Curtmetratges
- 2005 : Quietsch

### Sèrie televisada
- 2017-2020: Dark (26 episodis)